# 박기호 (야구 선수)
박기호(2005년 7월 26일 ~ )는 KBO 리그 SSG 랜더스의 투수이다.

## SSG 랜더스시절
2024년에 입단하였다. 2025년 5월 6일 롯데 자이언츠와의 경기에 출전하며 데뷔 첫 경기를 치렀고, 경기에서 1이닝 무실점을 기록하였다.

## 출신 학교
- 샛별초등학교
- 현도중학교
- 청주고등학교